# عنایه جابر
عنایه جابر (عربی: عناية جابر؛ (زادهٔ ۱۹۵۸– درگذشتهٔ ۱۰ مهٔ ۲۰۲۱) نویسنده، شاعر و روزنامه‌نگار اهل لبنان بود.
او نه مجموعه شعر و یک مجموعه داستان کوتاه منتشر کرده‌بود.